# ファイヤーヨーコ
ファイヤーヨーコ（1967年5月24日 - ）は、日本のストリッパーで、女性器を使っての様々な芸を主要な演目とする花電車芸人である。特に股間から火を噴く芸を得意としており、これが名前の由来となった。著作家、体操講師。としても活動しており、新聞や雑誌にコラムを持っている。別名は炎のヨーコ、炎のストリッパー。

## 人物
世界でヨーコだけの芸だという、女性器で鉛筆を折り、スプーンを曲げ、股間から炎を噴き上げる大技の持ち主である。この芸については、デビュー当時は花電車芸をする踊り子は他にもいたので、本人は芸風が被らないように、独自の芸を開発する必要に迫られたという経緯がある。これに伴い、本来の芸名はヨーコのみであったが、いつしか客が「ファイヤー」と呼び始めファイヤーヨーコとなった。この自分の唯一無二の芸についてヨーコは、「膣の周りの筋肉が発達しており、締め付ける力が他の芸人とは違う。私以上に膣圧のある方にはお目にかかったことがない」と言っており、雑誌の企画で膣圧を測定したところ、一般女性の7倍以上を記録した。
芸の為に性器を使うことから、自ら発案した独自の鍛錬法を用いて、女性のための尿漏れ防止や産後のリハビリテーション、男性の勃起力回復に効果的な体操を考案、普及に努めており、それらは泌尿器科学や産婦人科学の医師からも支持されている。また、男性の勃起力を促進させる運動の仕方や持続力の向上の秘訣、性行為における、女性のオーガズムへの導き方、男性の勃起力を回復する『ヨーコのチンキン体操』などの講習会を全国で行っている。
現在、芸の継承者は日本にはおらず、最後の花電車芸人と言われている。

## 経歴
高知県高知市の置屋に生まれる。地元の小学校に入学するも父親のドメスティックバイオレンスが元で両親が離婚し、母は親戚のいる大阪へ行き、一緒についていくことになったので、卒業まじかの小学校も中途退学した。現地の公立中学校に入学するも、先生と衝突して三ヶ月で義務教育も自主退学する。靴工場で働いていた時、カジノのディーラー募集の広告を見つけて、13歳ではあったが年齢を偽って働き始める
。
17歳の時、デザイン系の専修学校写真学科へ入り、19歳の時、ブツ撮りの写真家となったが、椎間板ヘルニアを患い重い機材を持てなくなって断念する。
20代前半の時、大阪ミナミのクラブでホステスをやっていた頃、客の売掛金を背負い込み、返済のためショーパブへ移籍。そこで花電車という芸があることを知り、練習する機会を得る。
1997年10月1日、大阪市淀川区にあったストリップ劇場『十三ミュージック』で30歳という遅めの年齢で初舞台を踏んだ。
1998年、女性器から火を吐くストリッパーとして大反響を呼び、FLASH (写真週刊誌)で9週間連続の特集が組まれた。
1999年4月、電撃ネットワークの三五十五のMCを見習うべく舞台見学を始める。その後電撃ネットワーク3大都市ツアーに前座として同行する。
2007年10月、日本コンチネンス協会から、医療関係者を相手にした尿失禁防止や産後の女性器の回復を目的とした、勉強会の講師を依頼されるようになる。
2011年の東日本大震災の福島第一原子力発電所事故の状況を危惧し、軽自動車に救援物資を積み込んで福島県に入り、原発内部や避難区域の報告を雑誌や新聞に発表した。「救援物資を届けているうちに原発の作業員と知り合いになり、政府やマスコミの発表していることが如何にでたらめであるかを知って、これは公表しなくてはいけない」との思いに至ったと言う。
2014年4月21日放送の『月曜から夜ふかし』（日本テレビ）に出演して芸の数々を披露、司会者のマツコ・デラックスと村上信五を驚愕させた。
2020年、新型コロナウイルス感染症の世界的流行の中、養護施設などの施設に子供用マスクを寄付するなど、慈善事業にも積極的に参加している。
近年はマスコミで伝説のストリッパーとして紹介されることも多く、活動の主軸はストリップ劇場よりも日本中のライブハウスなどを中心としながら、花電車芸を展開している。

## 演目
一回のショーで全ての芸をやる訳ではなく、その日の客数、客筋を見極めて5項目ほどに絞って行う。
- シャボン玉飛ばし

シャボン液にひたしたストローを女性器に刺し、シャボン玉を作り飛ばす。
- 書道

女性器に筆を入れて、腰を動かして文字を書く。
- ラッパ鳴らし

おもちゃのラッパの吹く部分を女性器に挿入し、しゃがんだ状態で客と一緒に童謡の『静かな湖畔の森の影から』を合唱する。サビの「カッコウ♪」と5度復唱する箇所で、曲に合わせてラッパを鳴らす。
- 喫煙

女性器でタバコを吸い煙を吐き出す。
- タバコ飛ばし

タバコの太さと内径がほぼ一致する細長い金属管を女性器に挿入する。管の中にタバコを入れ、膣の中から出す空気の圧力で勢いよく発射する。
- 割り箸折り

割り箸を女性器に挿入して、大股開きで床に尻をつけて座る。割り箸は8センチほど外に出て前方を向いて床と接触した状態で、掛け声とともに前屈して床へ押し付けてへし折る。
- 鉛筆折り

鉛筆を数本束ねて女性器に挿入して、大股開きで床に尻をつけて座る。鉛筆は8センチほど外に出て前方を向いて床と接触した状態で、掛け声とともに前屈して床へ押し付けてまとめてへし折る。自身の全盛期の頃は10本まとめて折ったという記録がある。
- スプーン曲げ

スプーンは硬度のある本物であることを客に手渡して確認してもらう。スープをすくう部分を女性器に挿入して、大股開きで床に尻をつけて座る。スプーンは8センチほど外に出て前方を向いて床と接触した状態で、前屈する動作をして床へ押し付けて曲げる。
- タンポン重量挙げ

紐のついたタンポンを膣に挿入して、買い物かごの取っ手に結びつける。かごの中に水の入った2リットルのペットボトルを入れて、女性器で締め付ける力のみで持ち上げる。最終的には4本、重量約10キロ近くを持ち上げた記録がある。
- 人間載り台車牽引

台車の取っ手に鎖をつけ、その先にタンポンの紐を結び膣に挿入する。台車に人を乗せてゆっくり歩き、女性器の締める力のみで牽引する。男性が4人、合計重量は235キログラムに達する台車をけん引した記録がある。
- 吹き矢風船割り

通常は譜面台に設置した風船3個を吹き矢を膣から飛ばして割る。時にヨーコが指名した客を舞台に上がらせ、両手にそれぞれ一個ずつ持って立ってもらう。ヨーコは金属製の筒を女性器に挿入し、中に吹き矢を入れて膣の中から勢いよく空気を絞り出して、数メートルほど離れた的である風船めがけて発射して命中させて割る。お約束事として何度かわざと的を外し、吹き矢が自分に直撃するかもしれないという恐怖を客は経験する。
- 吹き矢缶ビール貫通

缶ビールを1メートルほど離れた場所に置く。吹き矢の先は太い針が装着されてある。缶ビールに命中させて穴をあけ、勢いよくビールを噴出させる。吹き矢の速度は時速180キロを計測して、飛距離は最長16メートルを記録したことがある。
- クラッカー (パーティーグッズ)鳴らし

クラッカーの紐に鎖を結び、逆側にタンポンの紐を結んで連結させ膣に挿入する。ヨーコは仁王立ちして女性器の締め付ける力でタンポンは抜けないように締め付けて、客の一人に合図とともにクラッカーを下に勢いよく引いてもらい鳴らす。
- オロナミンCドリンク栓抜き

鎖の先端をオロナミンCドリンクの蓋の輪の部分と連結させ、もう一方にはタンポンの紐と結び膣に挿入する。客の一人に瓶を床にしっかりと固定させてもらい、中腰になったヨーコは勢いよく立ち上がり、蓋を女性器の力だけで引っ張り開ける。オロナミンCは手伝った客へプレゼントする。
- ファイヤーショー

ファイヤーヨーコの名前の由来である芸で、ヨーコの十八番でもある。炎のついたアルコールランプを股間の20センチほど手前に置く。粉塵の入ってる器具を女性器に挿入し、勢いよく膣から空気を押し出して噴霧させてランプの火と接触させる。そして粉塵爆発の状態を作って炎を噴き上げる。ヨーコは客と共に「ファイヤー!」と絶叫するのが恒例である。

## 映像作品
- 花電車伝説 炎のストリッパー「ヨーコ」（VHS、1999年、グローリークエスト）
- 花電車伝説 炎のストリッパー「ヨーコ」花電車伝説 対決＆エロゲーム篇（VHS、1999年、グローリークエスト）
- The Hanadensha（DVD、2003年9月23日、Oriental Dream）海外用
- ザ・ストリップ 華麗なる裸の文化史（DVD、2007年11月10日、日本ジャーナル出版）
- 本物アイドルが限界チャレンジ！マシュマロ3d+の目指せマ●コFIRE（DVD、2012年3月19日、パラダイステレビ）
- ヨーコのお尻プルプル体操（DVD、2015年7月15日、ラビットヘルスケア）

## テレビ出演
- 月曜から夜ふかし（2014年4月21日、日本テレビ）
- 5時に夢中!（2017年2月9日、TOKYO MX）
- ケンコバのバコバコテレビ（2020年1月11日、サンテレビジョン）

## 出版
著書
- 21世紀の「性器考」（炎のヨーコ名義、2004年12月10日、河出書房新社）

コラム
- 『独占入手!「福島第1原発」作業員が撮ったボロボロ現場』（『FLASH (写真週刊誌)』2011年9月2日号、光文社）
- 『ファイヤーヨーコの福島リポート』（『夕刊フジ』2011年8月16-27日、全10回、産業経済新聞社）
- 『福島第一原発 消えた3号機』（『実話ナックルズ』2014年2月号 P12-13、ミリオン出版）
- 『ヨーコのチンキン体操』（『サンケイスポーツ』毎週土曜日、産業経済新聞社）